# Neue Bühne Villach
Die Neue Bühne Villach (Eigenschreibweise: neuebuehnevillach; kurz nbv) ist ein auf Gegenwartsdramatik spezialisiertes Freies Theater in der Stadt Villach im österreichischen Bundesland Kärnten.
Die nbv wurde 2002 in den adaptierten Räumlichkeiten der ehemaligen Studiobühne Villach neu gegründet. Die Ausweichspielstätte Paracelsussaal im Villacher Rathaus bietet bis zu 165, das Kellertheater bis zu 90 Zuschauern Platz. Immer wieder fanden Produktionen auch an außergewöhnlichen Spielorten statt, zum Beispiel im Marmorsteinbruch Krastal (2005–2010), im Stadtkino Villach und seit 2014 auf Schiffen auf der Drau und am Ossiacher See. Die nbv wird betrieben als gemeinnütziger Theaterverein. Intendant ist seit 2002 Michael Weger.

Aufführungsraum nbv

Die nbv bietet acht bis zehn abendfüllende Neuinszenierungen pro Spielzeit, wobei manche auch auf Tournee durch Kärntens Gemeinden geschickt werden. Die nbv hat kein fixes Ensemble, arbeitet aber regelmäßig mit ähnlichen Theaterschaffenden in allen künstlerischen Bereichen zusammen. Der Schwerpunkt der Produktion liegt auf Stücken österreichischer wie internationaler Gegenwartsautoren. Zur Aufführung kamen u. a. Stücke von Daniel Kehlmann, Peter Turrini, Sibylle Berg, Florian Zeller, Ayad Akhtar als auch Stücke der zum künstlerischen Ensemble zählenden Autoren Martin Dueller und Michael Weger.
Des Weiteren sind Kinder-, Jugend- und Klassenzimmerstücke wie das Sommertheaterfestival Spectrum fixer Programmbestand der nbv. Lesungen, Ausstellungen, Salongespräche zu aktuellen Themen der Zeit markieren die nbv als Kulturort im städtischen Raum.

## Dramatikerinnenpreis der nbv
2020/2021 schrieb die nbv erstmals den vornehmlich an Autorinnen gerichteten nbv_Dramatikerinnenpreis zur Thematik „Neue.Welt.Ordnung“ aus. Dies entsprang dem Anliegen, emanzipatorische Ansätze zu fördern und einen gleichgestellten Spielplan zu erreichen. Die Jury bestand aus Theaterschaffenden der nbv, Mercedes Echerer und Lektorinnen des in Wien ansässigen Thomas Sessler Verlags. Es gab 87 Einsendungen.
Die prämierten Stücke dreier Preisträgerinnen wurden im Zuge einer Preisverleihungsmatinée verlautbart und mit je 1500 Euro honoriert. Das erstgereihte Stück Im Morast von Olga Zaks ist zusätzlich mit der Option einer Uraufführung an der nbv im Herbst 2022 und einer preisähnlichen Uraufführungspauschale in Höhe von 4000 Euro verbunden. 2022/2023 wird der Preis erneut ausgeschrieben.

### Preisträgerinnen
- 2021 Tara Meister – fast Land
- 2021 Hanna Valentina Röhrich – Konradine und Effi
- 2021 Olga Zaks – Im Morast